# Luton
Luton es una ciudad y autoridad unitaria ubicada en el sur de Inglaterra (Reino Unido), a 51 kilómetros al norte de Londres. En 2019 Luton tenía una población de 218 045 habitantes. Históricamente Luton formaba parte del condado de Bedfordshire, pero desde 1997 tiene un gobierno local independiente.
Actualmente Luton es conocido principalmente por el Aeropuerto de Londres-Luton, uno de los principales aeropuertos de la región de Londres.

## Historia
Se cree que Luton fue fundada por los anglosajones en algún momento del siglo VI. Su nombre aparece por primera vez en el siglo siglo VIII como Lygetun, que significa "ciudad en el río Lea".
El Libro Domesday registra Luton como Loitone y como Lintone. La agricultura dominaba la economía local en ese momento, y la población de la ciudad era de alrededor de 700 a 800 habitantes.

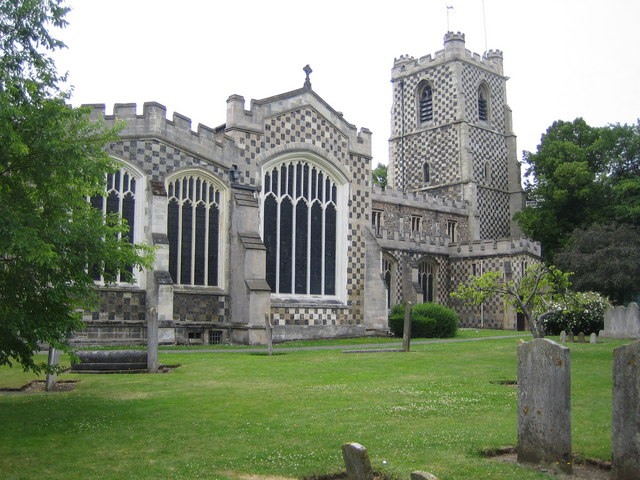
Iglesia de Santa María, centro de la ciudad de Luton

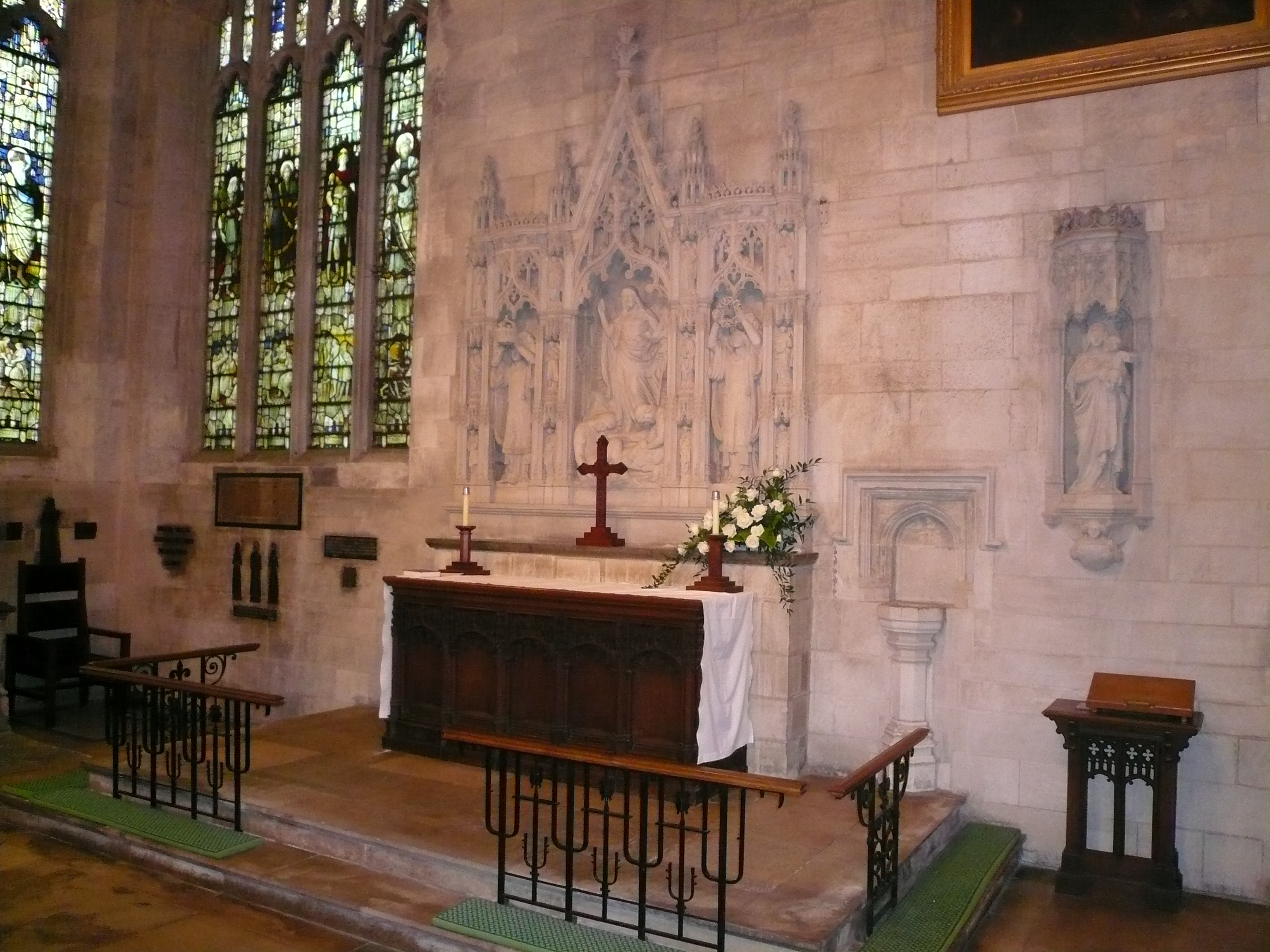
La capilla Wenlock dentro de la iglesia de Santa María

En 1121, Roberto, primer conde de Gloucester, comenzó los trabajos en la iglesia de Santa María en el centro de la ciudad. Las obras se completaron en 1137. Un castillo de mota y bailey que da su nombre a la moderna Castle Street se construyó en 1139, pero fue demolido en 1154.
La industria de fabricación de sombreros comenzó en el siglo XVII y se convirtió en sinónimo de la ciudad.

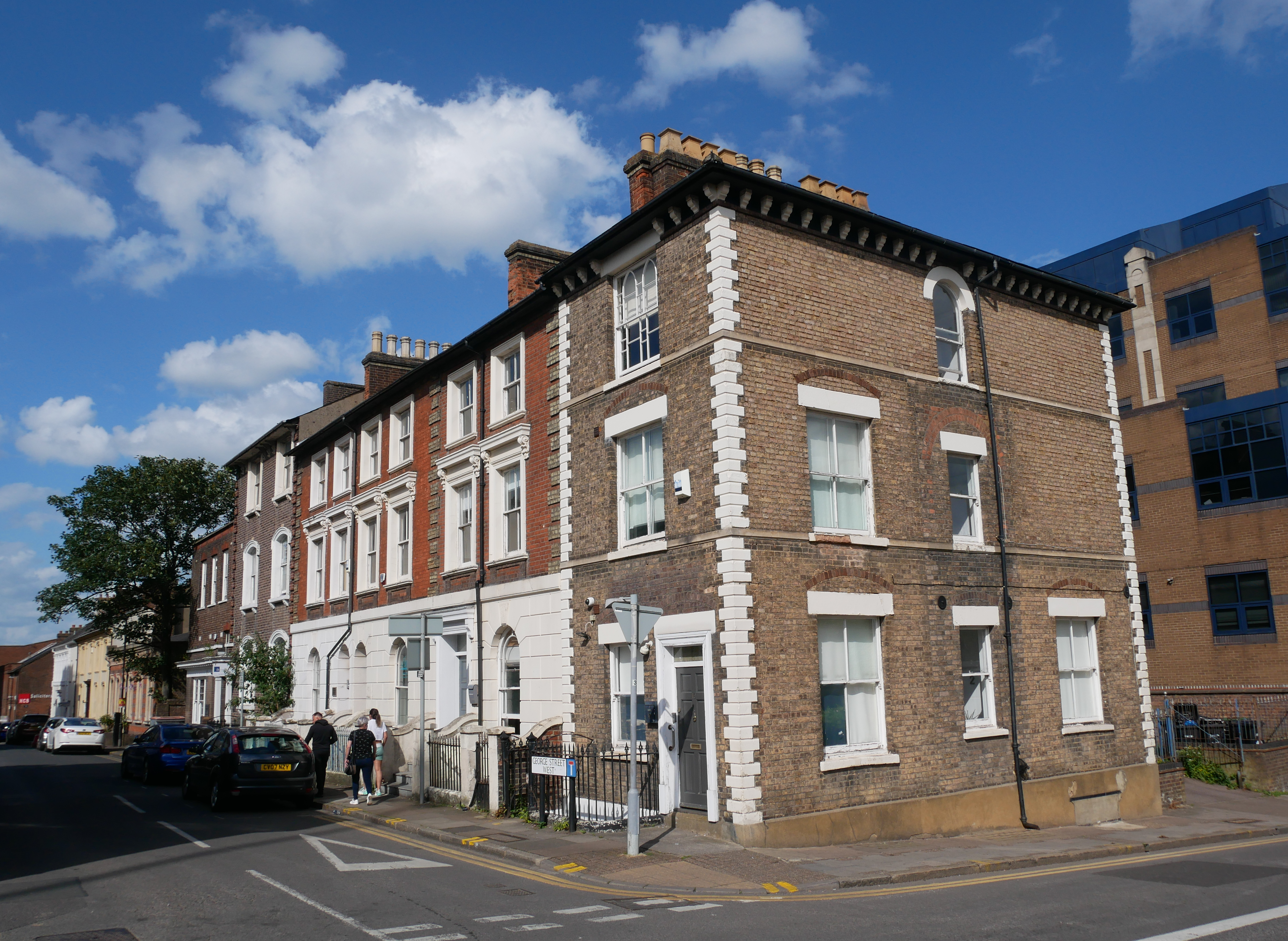
Una hilera de edificios catalogados en su mayoría de Grado II en George Street, Luton

La ciudad tuvo un crecimiento sostenido: en 1801 la población era de 3095 habitantes, en 1850 era de más de 10 000 y en 1901 era de casi 39 000.
La impresión de periódicos llegó a la ciudad en 1854. El primer cementerio público se inauguró el mismo año y Luton se convirtió en un distrito en 1876.
El comercio de sombreros de Luton alcanzó su apogeo en la década de 1930, pero declinó fuertemente después de la Segunda Guerra Mundial y fue reemplazado por otras industrias.
En 1907, Vauxhall Motors abrió la planta de automóviles más grande del Reino Unido en Luton; durante la Segunda Guerra Mundial, construyó tanques Churchill como parte del esfuerzo bélico. A pesar del fuerte camuflaje, la fábrica convirtió a Luton en un objetivo para la Luftwaffe y la ciudad sufrió varios ataques aéreos. Los ataques provocaron 107 muertes, y hubo grandes daños en la ciudad (más de 1.500 casas fueron dañadas o destruidas).

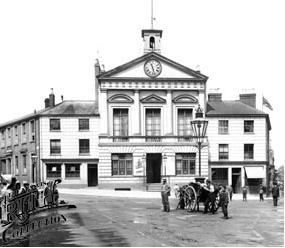
Primer ayuntamiento, destruido en 1919

El ayuntamiento original fue destruido en 1919 durante las celebraciones del Día de la Paz al final de la Primera Guerra Mundial. El Dr. John G. Dony, autor de «The Flora of Bedfordshire», dijo a sus estudiantes de historia (enseñaba en Luton Grammar, predecesor de Luton Sixth Form College), durante la década de 1950, que había roto la última ventana intacta del antiguo ayuntamiento durante los disturbios de 1919. Los habitantes locales, incluidos muchos exmilitares, estaban descontentos con el desempleo y se les había negado el uso de un parque local para celebrar eventos. Asaltaron el ayuntamiento y le prendieron fuego. En 1936 se terminó de construir el nuevo edificio.
El aeropuerto de Luton se inauguró en 1938, propiedad del ayuntamiento y operado por él. Ahora es uno de los mayores empleadores de la zona.
Los años anteriores a la guerra fueron una especie de auge económico para Luton, ya que nuevas industrias crecieron y prosperaron. En los años 1920 y 1930 se construyeron nuevas viviendas privadas y municipales, y entre 1928 y 1933 Luton empezó a incorporar los pueblos cercanos de Leagrave, Limbury y Stopsley.
Después de la guerra, se construyeron varias urbanizaciones importantes de viviendas municipales, en particular en Farley Hill, Stopsley, Limbury, Marsh Farm y Leagrave (Hockwell Ring). La zona de Marsh Farm se desarrolló a mediados y finales de los años 1960 como una gran urbanización de viviendas municipales, principalmente para albergar a la creciente población de Londres. Sin embargo, la urbanización adquirió mala reputación por sus altos niveles de delincuencia, pobreza y desempleo, que culminaron en un motín en la urbanización en julio de 1992 y otro motín más grave tres años después.
El cierre de la planta de fabricación de Vauxhall en 2002 tuvo efectos negativos para Luton, ya que provocó un aumento del desempleo y la pobreza.

## Geografía

### Áreas
| 1. Barnfield 2. Biscot 3. Bramingham 4. Challney 5. Crawley Green 6. Dallow 7. Farley Hill 8. High Town 9. Icknield 10. Leagrave |  | 1. Lewsey 2. Limbury-cum-Biscot 3. Northwell 4. Round Green 5. Saints 6. South ward 7. Stopsley 8. Sundon Park 9. Wigmore |

### Clima
| Parámetros climáticos promedio de Rothamsted 1971-2000 (Estación de clima a 8 km al sur de Luton) | Parámetros climáticos promedio de Rothamsted 1971-2000 (Estación de clima a 8 km al sur de Luton) | Parámetros climáticos promedio de Rothamsted 1971-2000 (Estación de clima a 8 km al sur de Luton) | Parámetros climáticos promedio de Rothamsted 1971-2000 (Estación de clima a 8 km al sur de Luton) | Parámetros climáticos promedio de Rothamsted 1971-2000 (Estación de clima a 8 km al sur de Luton) | Parámetros climáticos promedio de Rothamsted 1971-2000 (Estación de clima a 8 km al sur de Luton) | Parámetros climáticos promedio de Rothamsted 1971-2000 (Estación de clima a 8 km al sur de Luton) | Parámetros climáticos promedio de Rothamsted 1971-2000 (Estación de clima a 8 km al sur de Luton) | Parámetros climáticos promedio de Rothamsted 1971-2000 (Estación de clima a 8 km al sur de Luton) | Parámetros climáticos promedio de Rothamsted 1971-2000 (Estación de clima a 8 km al sur de Luton) | Parámetros climáticos promedio de Rothamsted 1971-2000 (Estación de clima a 8 km al sur de Luton) | Parámetros climáticos promedio de Rothamsted 1971-2000 (Estación de clima a 8 km al sur de Luton) | Parámetros climáticos promedio de Rothamsted 1971-2000 (Estación de clima a 8 km al sur de Luton) | Parámetros climáticos promedio de Rothamsted 1971-2000 (Estación de clima a 8 km al sur de Luton) |
| Mes                                                                                               | Ene.                                                                                              | Feb.                                                                                              | Mar.                                                                                              | Abr.                                                                                              | May.                                                                                              | Jun.                                                                                              | Jul.                                                                                              | Ago.                                                                                              | Sep.                                                                                              | Oct.                                                                                              | Nov.                                                                                              | Dic.                                                                                              | Anual                                                                                             |
| ------------------------------------------------------------------------------------------------- | ------------------------------------------------------------------------------------------------- | ------------------------------------------------------------------------------------------------- | ------------------------------------------------------------------------------------------------- | ------------------------------------------------------------------------------------------------- | ------------------------------------------------------------------------------------------------- | ------------------------------------------------------------------------------------------------- | ------------------------------------------------------------------------------------------------- | ------------------------------------------------------------------------------------------------- | ------------------------------------------------------------------------------------------------- | ------------------------------------------------------------------------------------------------- | ------------------------------------------------------------------------------------------------- | ------------------------------------------------------------------------------------------------- | ------------------------------------------------------------------------------------------------- |
| Temp. máx. media (°C)                                                                             | 6.3                                                                                               | 6.7                                                                                               | 9.5                                                                                               | 11.9                                                                                              | 15.7                                                                                              | 18.6                                                                                              | 21.4                                                                                              | 21.4                                                                                              | 18.0                                                                                              | 13.8                                                                                              | 9.4                                                                                               | 7.2                                                                                               | 13.4                                                                                              |
| Temp. mín. media (°C)                                                                             | 0.9                                                                                               | 0.7                                                                                               | 2.3                                                                                               | 3.6                                                                                               | 6.3                                                                                               | 9.2                                                                                               | 11.4                                                                                              | 11.4                                                                                              | 9.5                                                                                               | 6.7                                                                                               | 3.3                                                                                               | 1.9                                                                                               | 5.6                                                                                               |
| Precipitación total (mm)                                                                          | 69.5                                                                                              | 47.3                                                                                              | 54.0                                                                                              | 53.1                                                                                              | 49.8                                                                                              | 60.4                                                                                              | 41.2                                                                                              | 53.6                                                                                              | 60.9                                                                                              | 74.4                                                                                              | 66.0                                                                                              | 67.6                                                                                              | 697.8                                                                                             |
| Horas de sol                                                                                      | 55.2                                                                                              | 70.6                                                                                              | 107.3                                                                                             | 146.7                                                                                             | 194.7                                                                                             | 190.2                                                                                             | 203.4                                                                                             | 196.5                                                                                             | 142.2                                                                                             | 112.2                                                                                             | 70.2                                                                                              | 48.1                                                                                              | 1537.2                                                                                            |
| Fuente: Met Office                                                                                |                                                                                                   |                                                                                                   |                                                                                                   |                                                                                                   |                                                                                                   |                                                                                                   |                                                                                                   |                                                                                                   |                                                                                                   |                                                                                                   |                                                                                                   |                                                                                                   |                                                                                                   |

## Demografía
| Población desde 1801 - Fuente: A Vision of Britain through Time |      |        |        |        |        |        |        |         |         |         |         |         |         |
| Año                                                             | 1801 | 1851   | 1901   | 1911   | 1921   | 1931   | 1941   | 1951    | 1961    | 1971    | 1981    | 1991    | 2001    |
| Población                                                       | 2985 | 11 067 | 31 981 | 49 315 | 57 378 | 66 762 | 84 516 | 106 999 | 132 017 | 162 928 | 163 208 | 174 567 | 184 390 |